# Loža "Sirius"
Loža "Sirius" je hrvatska masonska loža sa sjedištem u Rijeci, koja je djelovala u dva različita razdoblja. Prvotna loža bila je aktivna od 1901. do 1924. godine. Danas u Hrvatskoj postoje tri lože istog naziva, koje djeluju neovisno jedna o drugoj, svaka pod okriljem svoje hrvatske velike lože.

## Naziv lože
Loža nosi naziv po zvijezdi Sirius (lat. Sīrĭus), najsjajnijoj zvijezdi noćnog neba. Ova zvijezda se nalazi u zviježđu Veliki pas.

## Prvotna loža (1901. – 1924.)
Loža "Sirius" je uspostavljena 9. ožujka 1901. godine. Do 1919. godine radila je pod zaštitom Velike simboličke lože Ugarske, a nakon toga je pristupila Velikom orijentu Italije.
Ova loža je 1912. godine izgradila kuću u ulici Dežmanova 3 u Rijeci u kojoj su se njihovi članovi sastajali.

## Današnje lože
Danas u Hrvatskoj postoje tri lože istog naziva, i to:
- Loža "Sirius" – radi pod pokroviteljstvom Velike simboličke lože Hrvatske, jedne od nekoliko liberalnih i mješovitih velikih loža u Hrvatskoj.[6]
- Loža "Sirius" br. 6 – radi od 2018. godine pod pokroviteljstvom Velike regularne lože Hrvatske.[7]
- Loža "Sirius B" br. 15 – radi od 2019. godine pod pokroviteljstvom Velike lože Hrvatske, jedine regularne velike lože u Hrvatskoj.[8]